# Корбино, Эркюль
Мари Луи Эркюль Юбер Корбино (фр. Marie Louis Hercule Hubert Corbineau, 1780—1823) — французский военный деятель, майор гвардии (1809 год), барон (1810 год), участник революционных и наполеоновских войн.

## Биография
Начал службу в 1793 году на каперском судне. Затем перешёл на сухопутную службу в кавалерийский легион. Участвовал в неудачной экспедиции в Ирландию. Отличился в сражении при Гогенлиндене.
12 сентября 1805 года зачислен в звании капитана в штаб Императорской гвардии. 18 декабря 1805 года назначен старшим аджюданом полка конных егерей Императорской гвардии. Получил штыковую рану  в правое бедро при Эйлау. 16 февраля 1807 года назначен командиром эскадрона полка конных егерей. 13 июня 1809 года назначен заместителем командира полка конных егерей. При Ваграме он успешно атаковал и захватил австрийскую батарею во главе своего полка. В ходе атаки был тяжело ранен пулей в правое колено, в результате чего потребовалось ампутировать ногу, что положило конец его военной карьеры. 1 июня 1810 года вышел в отставку.

## Воинские звания
- Младший лейтенант (20 сентября 1796 года);
- Лейтенант (30 октября 1797 года);
- Старший аджюдан (2 апреля 1802 года);
- Капитан (16 марта 1804 года);
- Командир эскадрона гвардии (16 февраля 1807 года);
- Майор гвардии (13 июня 1809 года).

## Титулы

Герб барона.

- Герб барона.Шевалье Корбино и Империи (фр. chevalier Corbineau et de l'Empire; декрет от 19 марта 1808 года, патент подтверждён 20 августа 1808 года);
- Барон Корбино и Империи (фр. baron Corbineau et de l'Empire; декрет от 13 августа 1809 года, патент подтверждён 9 марта 1810 года в Париже).

## Награды
Легионер ордена Почётного легиона (5 ноября 1804 года)
 Офицер ордена Почётного легиона (17 ноября 1808 года)